# Ryjewo
Ryjewo (Rehhof fino al 1945) è un comune rurale polacco del distretto di Kwidzyn, nel voivodato della Pomerania.
Ricopre una superficie di 103,28 km² e nel 2004 contava 5 755 abitanti.